# 거울 속의 달
거울 속의 달(The Moon In The Mirror, La Luna En El Espejo)은 칠레에서 제작된 실비오 카이오지 감독의 1990년 영화이다.

## 출연
- 글로리아 뭉크메예르

## 제작진
- 의상: Lily Steppes